# Fusinus albinus
Espèce
Synonymes
- Fusinus loebbeckei Kobelt, 1880
- Fusus albinus Adams, 1856

Fusinus albinus est une espèce de mollusques gastéropodes marins de la famille des Fasciolariidae.